# Grande Belt
Il Grande Belt (in danese: Storebælt, in tedesco Großer Belt) è uno stretto tra le isole danesi di Selandia e Fionia.
Dal 1998 è entrato in servizio un ponte che collega le due isole, sostituendo in tal modo il servizio di traghetto.

## Geografia
Lo stretto di Storebælt è il maggiore dei tre stretti danesi e permette di collegare il Kattegat al Mar Baltico.
Il Grande Belt è lungo all'incirca 60 km e la larghezza varia da 16 km a 32 km. La profondità massima è di 60 m. La parte est dello stretto è classificata come zona di acque internazionali.